# Shannon (fiume)

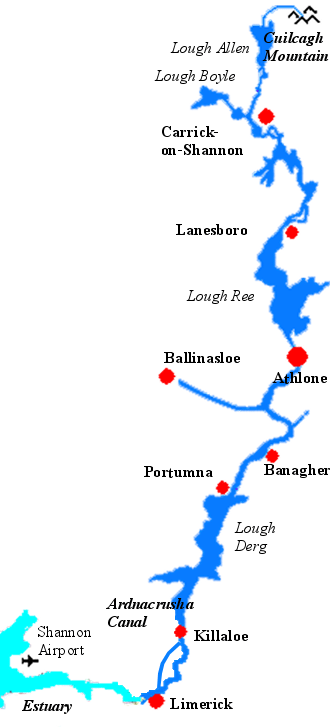
Il corso del fiume Shannon

Lo Shannon (in irlandese Sionainn) è il fiume più lungo di tutta l'isola d'Irlanda. Esso scorre nella parte occidentale del territorio irlandese e divide l'ovest d'Irlanda (per gran parte la provincia del Connaught) dall'est e sud (Leinster e Munster).
Il fiume deriva il suo nome da Sionna, una divinità dell'antica religione celtica.

## Descrizione
Da sempre importantissima rete di comunicazione per tutta l'isola, fu messo su mappa già da Tolomeo che lo descrisse come Σηνος (Sēnos). Lungo 259 km dalla sorgente all'inizio del suo estuario, nasce dal Monte Cuilcagh, sullo Shannon Pot nel Cavan e compie il suo tragitto quasi esclusivamente verso sud, prima di girare improvvisamente verso ovest dove sfocia in mare subito dopo aver attraversato Limerick e raggiungere l'acqua salata dell'Oceano Atlantico nel lunghissimo estuario di circa 102 km (per un totale di più di 360 km di lunghezza complessiva, che lo rende il fiume più lungo delle Isole Britanniche).
Lungo il suo corso attraversa vari laghi, come il Lough Allen, il Lough Ree e il Lough Derg e importanti città come Athlone, Carrick-on-Shannon, Killaloe e ovviamente Limerick, passando per dieci delle 32 contee. Lasciato il Lough Allen, diviene fino al termine della sua corsa confine naturale di tutte le contee che attraversa per centinaia di chilometri. Affluenti principali sono il Brosna e il Suck.

## Storia
L'attuale fiume Shannon, così come tanti altri elementi geografici irlandesi, si è formato durante l'era glaciale. All'epoca dei Vichinghi era già utilizzato per la navigazione, tanto che si hanno notizie certe di loro scorribande a monasteri e villaggi nell'entroterra partite dal fiume.
Ci fu addirittura una battaglia sul Lough Ree tra due clan di Vichinghi, i primi insediati a Dublino e i secondi a Limerick, che vennero sconfitti.
Lo Shannon è stato oggetto di una celebre dichiarazione di Oliver Cromwell: Hell or Connaught, riferendosi a una migrazione forzata agli irlandesi al di là del fiume, che in caso di rifiuto sarebbe costata loro la vita.
Nel XVII secolo il fiume Shannon ebbe una grande importanza strategica in occasione della Campagna d'Irlanda poiché fece da confine fisico tra l'Est e l'Ovest del Paese. Durante le Guerre confederate irlandesi del 1641-53 gli Irlandesi si ritirarono dietro questo fiume e resistettero alle forze inglesi per ben due anni.
Nella Guerra dei Nove Anni in Irlanda durante gli anni 1689-91 anche i Giacobiti si ritirarono dietro lo Shannon dopo la loro sconfitta nella Battaglia del Boyne nel 1690. Le città di Athlone e di Limerick che presidiavano i punti strategici subirono assedi sanguinosi.
Nel 1916 i leader della Sollevazione di Pasqua progettarono di portare le loro forze sulle linee occidentali dello Shannon. Tuttavia in quell'occasione i ribelli non furono sufficientemente armati ed equipaggiati per tentare quel piano ambizioso.
Il fiume Shannon è dunque saldamente legato alla storia politica, sociale, economica e militare dell'Irlanda.

## Economia

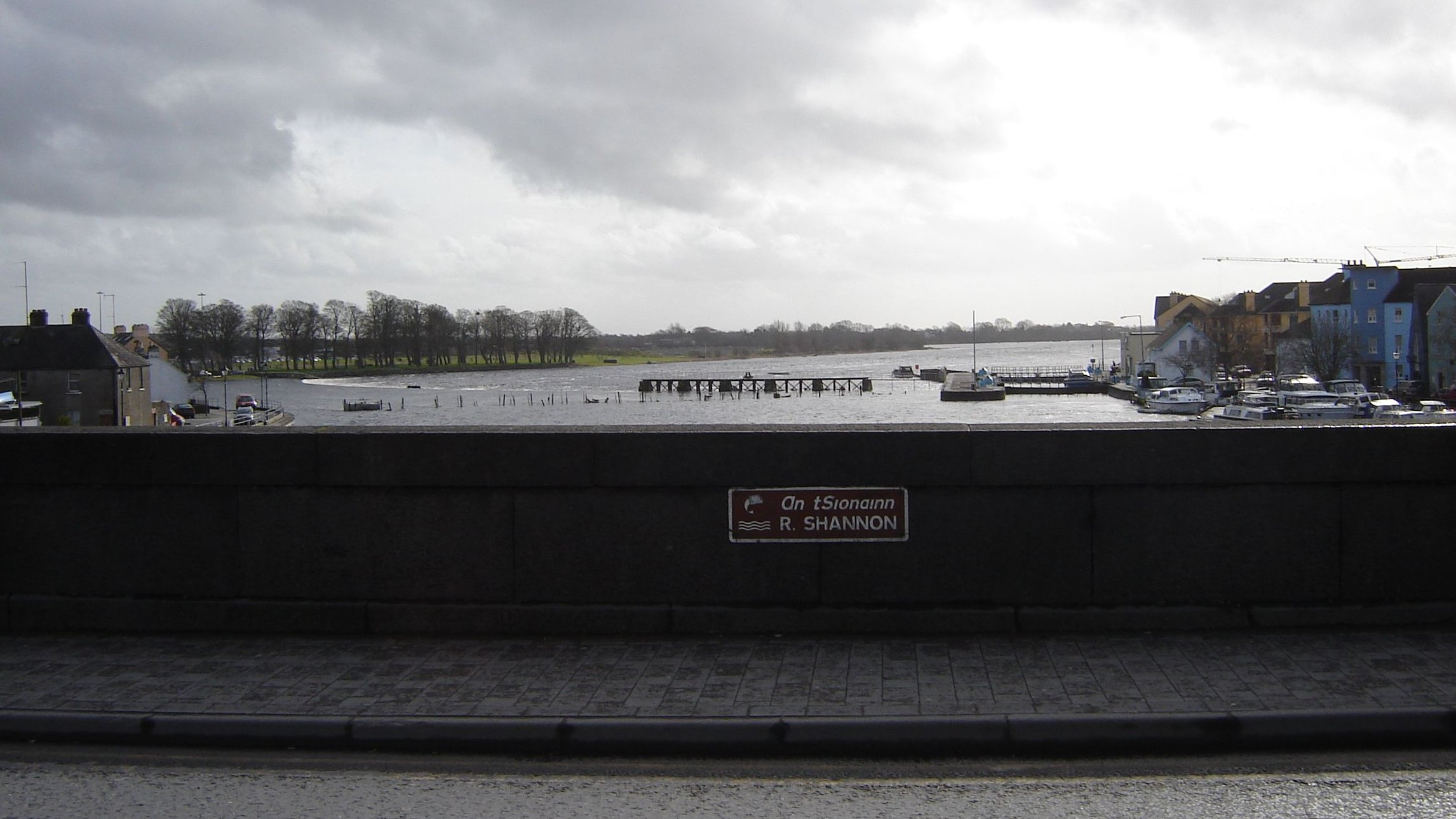
Lo Shannon ad Athlone

L'irrisoria altezza del luogo in cui nasce il fiume (76 m), lo rende particolarmente navigabile da sempre: pochi sono i tratti difficoltosi alla navigazione e i vari laghi che si formano sul suo percorso non creano ostacoli di rilievo.
Ad Ardnacrusha è presente un impianto idroelettrico; ad Aughinish, nella contea di Limerick, nel 1982 è stato costruito un impianto per la lavorazione della bauxite, importata in gran quantità dall'Africa occidentale che viene raffinata a allumina e successivamente esportata in Canada dove viene trasformata in alluminio.
Lungo l'estuario è visibile il risultato di un prolungato lavoro di sviluppo operato dal governo irlandese negli anni ottanta che ha comortato un investimento di circa 2,5 miliardi di €. Il porto di Foynes è infatti attivissimo nel commercio navale e ben collegato al limitrofo Shannon International Airport.
Nel 1985 a Moneypoint è stata costruita una centrale termica alimentata a carbone, che viene rifornita regolarmente da navi in grado di trasportare fino a 150.000 tonnellate di materiale.

## Cultura e turismo

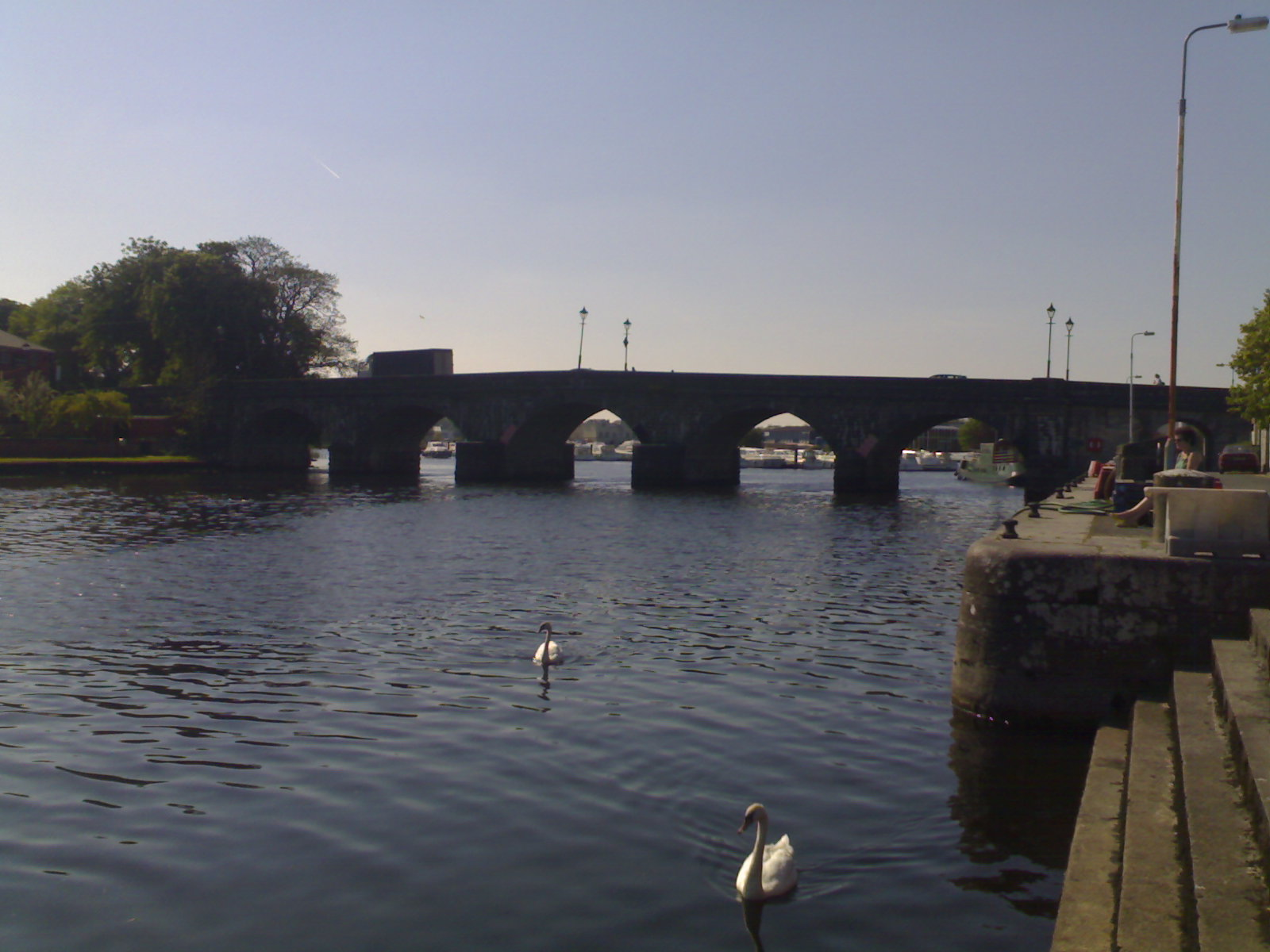
Il fiume a Carrick-on-Shannon

Il fiume Shannon è collegato al sistema idrico dell'Erne (il Lough Erne e il fiume Erne), questo permette una navigabilità dell'Irlanda da nord a sud (visto che l'Erne sfocia addirittura in Donegal) ma soprattutto un'importante risorsa turistica.
Durante la bella stagione lo Shannon è meta, infatti, di molti turisti per le crociere Erne-Shannon, 300 km di laghi, paesaggi e di Shannon.
Allo Shannon molti artisti irlandesi hanno dedicato le loro opere. La più recente ad esempio, la canzone The Broad Majestic Shannon del gruppo The Pogues. Dal nome del fiume è inoltre derivato il nome proprio di persona Shannon.